# 巴東深鰕虎
巴東深鰕虎（学名：Bathygobius padangensis），又名巴東深鰕虎魚，为鰕虎科深鰕虎魚屬下的一个种。